# Phare de Frying Pan Shoals
Le phare de Frying Pan Shoals (en anglais : Frying Pan Shoals Light),  était un phare situé sur le Frying Pan Shoals (en), un banc de sable à environ 63 km de Southport et à 51 km de Bald Head Island dans le Comté de Brunswick en Caroline du Nord.

## Historique
Le phare, mis en service en 1958, ressemble à une plate-forme de forage pétrolier en acier, appelée "tour Texas", reposant sur quatre pieds en acier. Il marque les hauts-fonds au confluent de la rivière Cape Fear et de l'océan Atlantique. La plate-forme est composée de deux étages. Le premier étage à une surface habitable d'environ 460 m² comprenant sept chambres à coucher, une cuisine, un bureau, un espace de stockage, une zone de loisirs et des toilettes. Il a remplacé le bateau-phare WLV-115 Frying-Pan
La tour, désactivé en 2003, est actuellement une propriété privée et a été jusqu'en 2018 une chambre d'hôtes, et est connue pour avoir survécu à plusieurs tempêtes tropicales importantes. Restauré par des fonds privés, la tour servira exclusivement aux actionnaires et leurs invités. Le phare est accessible par hélicoptère et par bateau.

Identifiant : ARLHS : USA-313 ; ex-USCG : 2-0820 ; ex-Admiralty : J2466 . 

### Lien connexe
- Liste des phares en Caroline du Nord